# 碘氧化钐
碘氧化钐是一种无机化合物，化学式为SmOI。它可由二碘化钐和干燥的氧气反应得到。它在空气中加热至335 °C发生氧化，于460 °C、560 °C、640 °C开始生成nSmOI·Sm2O3（n分别为7、4、2），并在885 °C完全转化为氧化钐。它可以催化环氧丙烷衍生物重排为甲基酮的反应。它和三碘化钐、碘化钠、钠在钽制容器中于903 K反应，可以得到黑色的Sm4OI6。

## 拓展阅读
- Mikhail Ryazanov, Constantin Hoch, Hansjürgen Mattausch, Arndt Simon. . Zeitschrift für anorganische und allgemeine Chemie. 2006-11, 632 (15): 2385–2388  [2023-03-16]. doi:10.1002/zaac.200600176. （原始内容存档于2023-06-21） （德语）.